# Mario Tozzi (pittore)
Mario Tozzi (Fossombrone, 30 ottobre 1895 – Saint-Jean-du-Gard, 8 settembre 1979) è stato un pittore italiano.

## Biografia

### Infanzia e giovinezza
Nasce a Isola di Fano (frazione del Comune di Fossombrone) in provincia di Pesaro-Urbino, primo di cinque fratelli. Suo padre Giacinto Tommaso, medico, stabilisce la famiglia a Suna sulla sponda piemontese del Lago Maggiore. Abbandona gli studi di chimica all'istituto L. Cobianchi di Intra per dedicarsi alla sua vocazione artistica ed entra all'Accademia di belle arti di Bologna nel 1913, dove conosce Morandi e Licini. Si diploma nel 1915. Svolge il servizio militare nella prima guerra mondiale, nella quale perde due fratelli.

### 1919-1935: Il periodo parigino

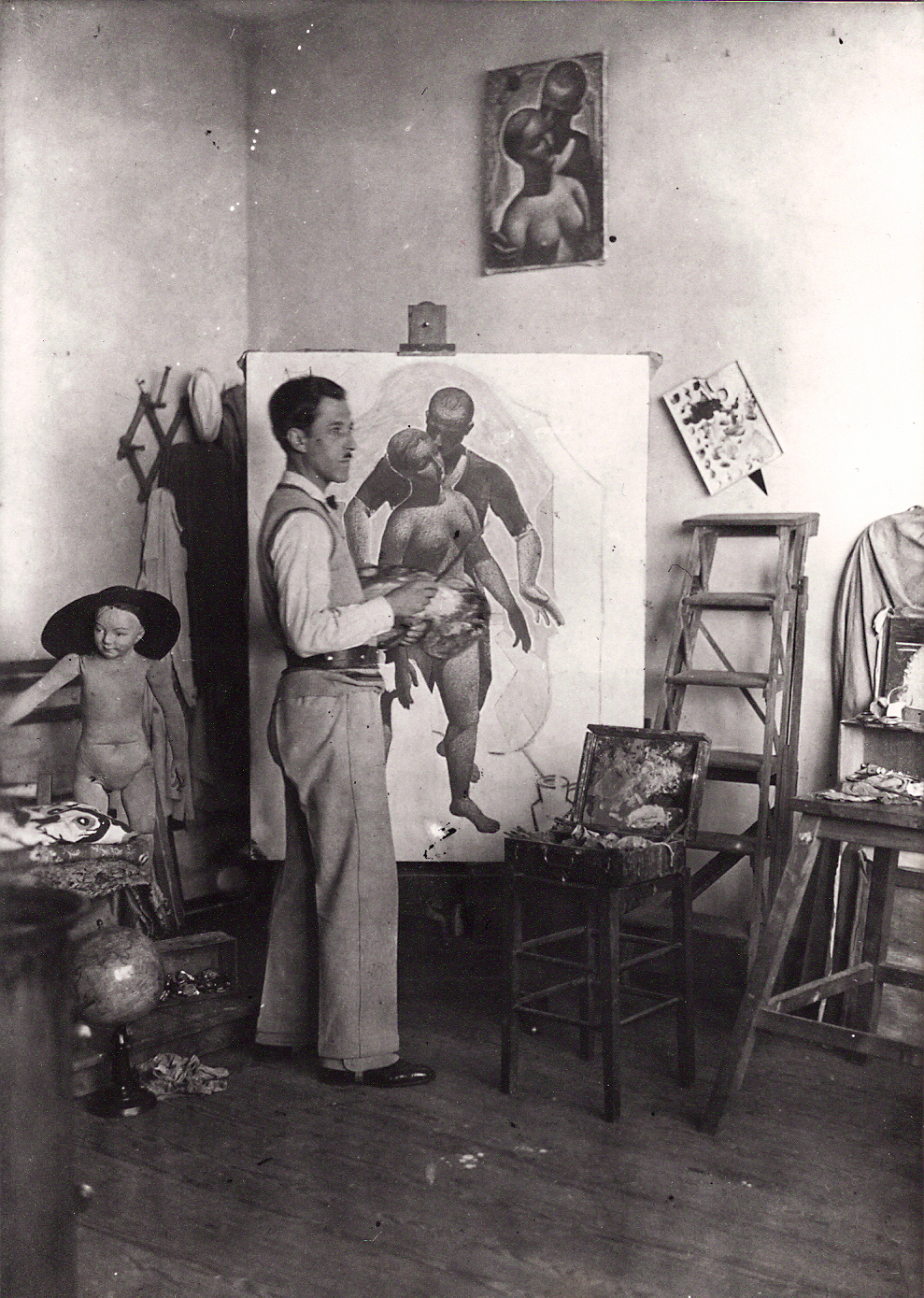
Tozzi nel suo studio a Lignorelles(1930)

Congedato nel 1919, sposa una giovane francese, Marie Therèse Lemaire, e con lei si stabilisce a Parigi. Qui espone al Salon des Artistes Indépendantes, al Salon d'Automne e al Salon des Tuileries dove viene subito notato dalla critica. Nel 1926 ritrova a Parigi il suo amico Licini e conosce gli altri pittori italiani d'avanguardia. In particolare stringe amicizia col pittore e cartellonista pubblicitario Severo Pozzati.
Nello stesso anno espone alla prima mostra di Novecento.
Fonda il Groupe des Sept (Gruppo dei Sette, conosciuti anche come Les Italiens de Paris) con Campigli, de Chirico, de Pisis, Paresce, Savinio e Severini. Gli anni trenta sono per lui ricchi di affermazioni. È insignito della Legion d'onore dal governo francese.

### 1936-1957: Il ritorno a Roma ed i problemi di salute
Tornato a Roma nel 1936 si dedica all'affresco (nel 1938 per l'interno del Palazzo di Giustizia di Milano). Espone alla Biennale di Venezia nel 1938 e nel 1942.
Gli anni quaranta e cinquanta costituiscono per lui un lungo periodo di scarso lavoro, ma di profonda riflessione e che lo vedono assente dalle esposizioni anche per gravi problemi di salute. È tuttavia alla Biennale di Venezia nel 1948, nel 1952 e nel 1954.

### 1958-1979: Tra Suna e Francia

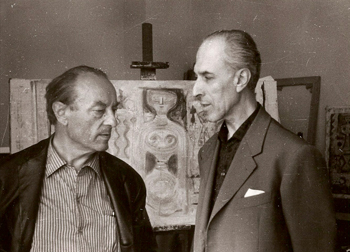
Tozzi con Massimo Campigli a Saint-Tropez (1963)

Riprende infine a esporre nel 1958 alla galleria Annunciata a Milano. Nel 1960 si stabilisce a Suna nella casa di famiglia, conosciuti del periodo sono i dipinti con i suoi "fondi bianchi" e le sue litografie a colori rappresentanti teste femminili.
Nel 1971 fa ritorno in Francia per essere vicino alla figlia e ai nipoti. Vi muore nel 1979.

### Dopo la morte

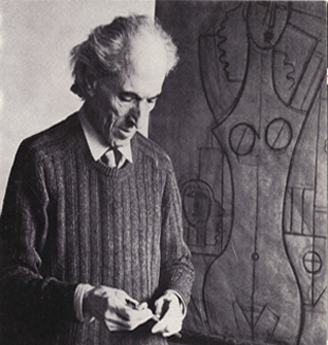
Tozzi nel suo studio a Parigi (1973)

Nel 1988 viene pubblicato dalla Giorgio Mondadori Editore il Catalogo ragionato generale dei dipinti di Mario Tozzi, opera in due volumi curata da Marilena Pasquali in stretta collaborazione con la figlia Francesca Tozzi e lo Studio Tozzi di Foiano della Chiana (Arezzo) nella persona del prof. Tiezzi. Nel 2012 viene costituita l'Associazione Artistico Culturale Mario Tozzi.
Nel 2021 Il Ministero della Cultura dichiara l'Archivio del Maestro Mario Tozzi di interesse storico particolarmente importante, tutelando lo stesso come patrimonio culturale.